# ديزي غيليسبي
جون بيركس «ديزي» غيليسبي (بالإنجليزية: Dizzy Gillespie) (21 أكتوبر 1917 – 6 يناير 1993) كان عازف جاز أمريكي مختص في عزف البوق، وكان قائد فرقة وملحن ومغن  استعراضي في بعض الأحيان.
كتب عنه موقع أول ميوزيك: "كانت مساهمات ديزي غيليسبي لموسيقى الجاز ضخمة، واحد من أعظم عازفي البوق في موسيقى الجاز في كل العصور (وقد يقول البعض أنه الأفضل على الإطلاق)، وكان غيليسبي عازفا معقدا لدرجة أن معاصريه انتهى بهم الأمر بتقليد مايلز ديفيس وفاتز نافارو بدلا منه، وحتى ظهور جون فاديز في السبعينيات لم يستطع أحد تكرار هذا النمط وصياغته بنجاح.

## روابط خارجية
- ديزي غيليسبي على موقع IMDb (الإنجليزية)
- ديزي غيليسبي على موقع الموسوعة البريطانية (الإنجليزية)
- ديزي غيليسبي على موقع روتن توميتوز (الإنجليزية)
- ديزي غيليسبي على موقع ميوزك برينز (الإنجليزية)
- ديزي غيليسبي على موقع قاعدة بيانات برودواي على الإنترنت (الإنجليزية)
- ديزي غيليسبي على موقع إن إن دي بي (الإنجليزية)
- ديزي غيليسبي على موقع أول ميوزيك (الإنجليزية)
- ديزي غيليسبي على موقع ديسكوغز (الإنجليزية)
- ديزي غيليسبي على موقع قاعدة بيانات الفيلم (الإنجليزية)